# Филон Византийский
Филон Византийский (Φίλων Βυζάντιος, III век до н. э.) — древнегреческий инженер, механик и математик. Известен своими сочинениями по прикладной механике, сохранившимися до наших дней. Ему принадлежит также одно из решений задачи об удвоении куба, описанное Евтокием в комментарии к трактату Архимеда «О сфере и цилиндре». Его не следует путать с Филоном Александрийским, философом-евреем.
Будучи по профессии военным инженером, Филон работал как в Александрии, так и на Родосе. Его главный труд об использовании научных знаний в военном деле изложен в 9-томном трактате, большая часть которого дошла до нас. Он также разделял увлечения александрийцев разного рода безделушками. Одним из его изобретений была восьмигранная чернильница с отверстиями на каждой стороне. Можно было перевернуть восьмигранник любой стороной кверху — и чернила не проливались. Секрет заключался в том, что внутри чернильницы находилась система концентрических металлических колец, известных впоследствии как «карданов подвес», поддерживающая сосуд с чернилами в вертикальном положении вне зависимости от положения корпуса чернильницы. Карданов подвес был заново изобретён во времена китайской династии Хань около 100 года до н. э. и снова открыт (или заимствован из Китая) в Европе в X веке.
Под его именем сохранилось произведение «О семи чудесах света» (Περὶ τῶν ἑπτὰ θεαμάτων).